# Eo biển Kara

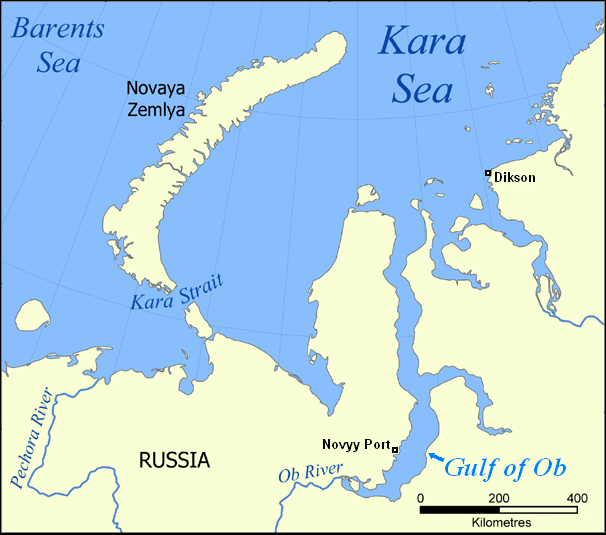
Bản đồ chỉ ra vị trí của biển Kara.

Eo biển Kara (tiếng Nga: Карские Ворота; Karskiye Vorota) là một eo biển dài khoảng 33 km và rộng khoảng 45 km nằm ở giữa nam đảo Novaya Zemlya và phía bắc đảo Vaygach. Eo biển này nối biển Kara với biển Barents ở phía bắc Nga. Độ sâu nhỏ nhất là 52 m. Phần lớn thời gian trong năm bị băng che phủ.
Eo biển Kara từng là một đường giao thông thủy quan trọng trong thời kỳ thám hiểm nhằm trìm ra hành trình đường biển phương Bắc.